# Parti des citoyens libres
Le Parti des citoyens libres (en tchèque : Strana svobodných občanů, Svobodní) est un parti politique tchèque d'idéologie libertarienne et eurosceptique. Il a été fondé en 2009 par professeur d'économie Petr Mach, ancien membre du Parti démocratique civique.

## Programme, propositions et idées
Le parti peut aisément être qualifié de libertarien puisqu'il est opposé à une forte implication du gouvernement dans l'économie, et dans la vie privée des citoyens. Il est opposé à la centralisation du pouvoir politique et pense que la réduction des effectifs du gouvernement ferait diminuer la corruption. Hostile au modèle de l'État-providence, il souhaite restreindre les redistributions de richesses de l'État et abaisser les taux d'imposition,. Les membres du parti sont des partisans du libre marché et souscrivent pour la plupart à l'école autrichienne d'économie. Ils militent pour l'adoption d'un amendement constitutionnel interdisant l'adoption d'un budget déficitaire.

## Dirigeants
- Petr Mach : 2009-2017.
- Tomáš Pajonk : depuis 2017.
- Libor Vondracek : depuis 2019

## Résultats électoraux

### Chambre des députés
| Année | Voix    | %    | Rang | Sièges  |
| ----- | ------- | ---- | ---- | ------- |
| 2010  | 38 897  | 0,74 | 12e  | 0 / 200 |
| 2013  | 122 564 | 2,46 | 10e  | 0 / 200 |
| 2017  | 79 229  | 1,56 | 10e  | 0 / 200 |
| 2021  | 148 463 | 2,76 | 8e   | 0 / 200 |

### Parlement européen
| Année | Voix   | %    | Rang | Sièges | Groupe |
| ----- | ------ | ---- | ---- | ------ | ------ |
| 2009  | 29 846 | 1,27 | 11e  | 0 / 22 |        |
| 2014  | 79 540 | 5,24 | 7e   | 1 / 21 | ELDD   |
| 2019  | 15 492 | 0,65 | 13e  | 0 / 21 |        |